# 도진마치역
도진마치역(일본어: 唐人町駅)은 일본 후쿠오카현 후쿠오카시 주오구에 소재하는 후쿠오카 시 교통국 지하철 공항선의 역이다. 역 번호는 K05.
역의 심벌 마크는 후쿠오카 시 출신의 그래픽 디자이너, 니시지마 이사오가 디자인한 것으로 항아리를 뜻한다. 이 항아리는 "唐"을 당초 모양으로 재해석한 마크가 그려진 것으로 대륙 문화의 거리를 이미지화한 것이다.

## 역 구조
섬식 승강장 1면 2선의 승강장을 갖는 지하역으로 지하 1층에 대합실, 지하 2층에 승강장이 위치하고 있으며, 총 7개의 출입구가 있다.

### 승강장
| 1 | ■공항선·하코자키 선 | 덴진・하카타・후쿠오카 공항・가이즈카 방면 |
| 2 | ■공항선·지쿠히 선   | 메이노하마・지쿠젠마에바루・가라쓰 방면    |

## 이용 상황
2015년도의 1일 평균 승차 인원은 11,750명이다.
최근의 1일 평균 승차 인원의 추이는 아래 표와 같다.
| 연도   | 1일 평균 승차 인원 |
| ------ | ------------------ |
| 2001년 | 8,208              |
| 2002년 | 8,112              |
| 2003년 | 8,408              |
| 2004년 | 8,106              |
| 2005년 | 8,201              |
| 2006년 | 8,741              |
| 2007년 | 8,937              |
| 2008년 | 8,892              |
| 2009년 | 8,475              |
| 2010년 | 8,669              |
| 2011년 | 9,336              |
| 2012년 | 9,965              |
| 2013년 | 10,329             |
| 2014년 | 10,785             |
| 2015년 | 11,750             |

## 역 주변
- 호크스 타운
- 후쿠오카 돔
- 힐튼 후쿠오카 시 호크
- 도진마치 상점가
- 주후쿠오카 대한민국 총영사관

## 인접역
| 후쿠오카 시 지하철 ■ 공항선 | 후쿠오카 시 지하철 ■ 공항선 | 후쿠오카 시 지하철 ■ 공항선        |
| --------------------------- | --------------------------- | ---------------------------------- |
| K04 니시진 메이노하마 방면  |                             | 오호리 공원 K06 후쿠오카 공항 방면 |